# BBC 런던

BBC 런던의 로고

BBC 런던 (BBC London) 은 영국 BBC의 런던 지역 방송사이다.

## 연혁
2001년 런던 뉴스를 처음 방송했다. 이 때 당시에는 뉴스룸 사우스 이스트와 사우스 이스트 투데이가 방송되었다.

## 같이 보기
- BBC 잉글리시 리전스